# Oberea euphorbiae

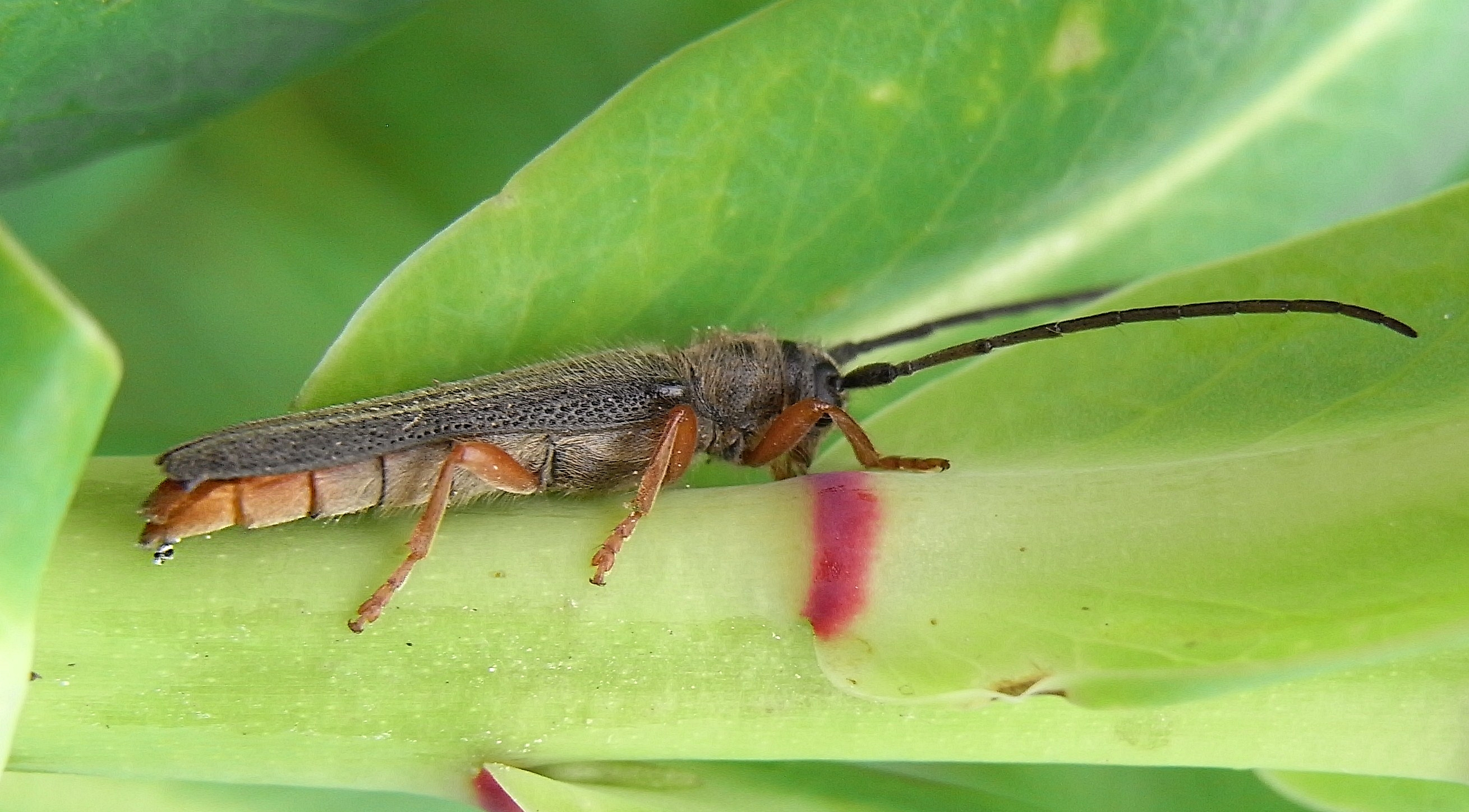
Abb. 1: Seitenansicht

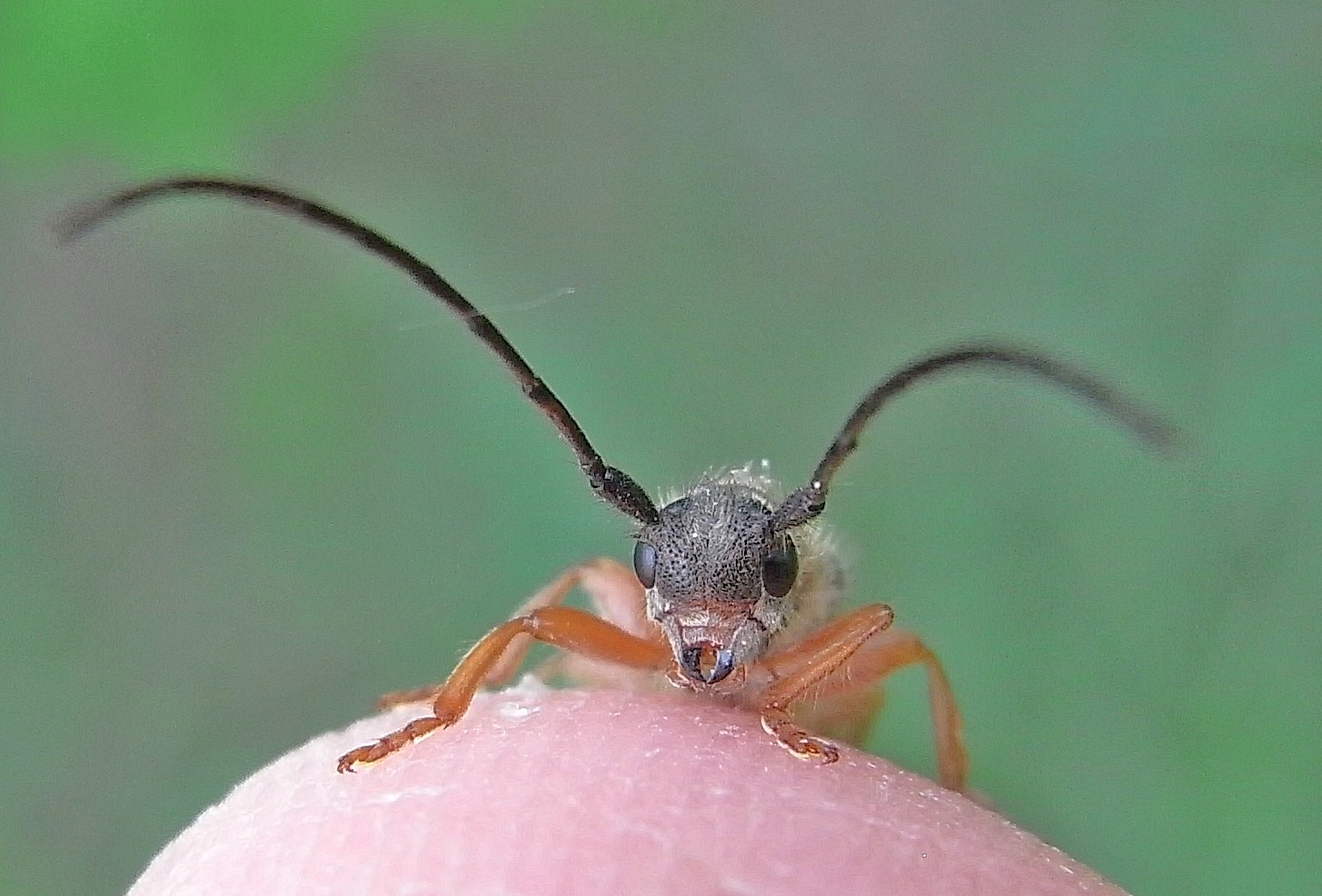
Abb. 2: Frontalansicht

Oberea euphorbiae  ist ein Käfer aus der Familie der Bockkäfer und der Unterfamilie Lamiinae.
Der Namensteil "euphorbiae" weist darauf hin, dass sich der Käfer in Euphorbia-Arten entwickelt, was allerdings auch auf andere Oberea-Arten zutrifft.

## Merkmale des Käfers
Der lange und schmale Käfer hat eine zylindrische Form. Er erreicht eine Länge von 13 bis 19 Millimeter.
Der Kopf zeigt wie bei allen Lamiinae senkrecht zur Körperachse nach unten. Auf der Vorderseite und auf dem Scheitel ist er mehr oder weniger weit ausgedehnt rot gefärbt. Das Endglied des Kiefertasters ist zugespitzt. Die Oberlippe ist matt und ohne lange Haare am Vorderrand (Abb. 2). Die Mandibeln sind lang und schlank, ihre Basis ist weit vom Vorderrand der Facettenaugen entfernt. Die Augen sind stark ausgerandet und klein. Die Fühler sind dunkel, elfgliedrig, kräftig, beim Männchen fast körperlang, beim Weibchen überragen sie die Mitte der Flügeldecken.
Der Halsschild ist in der Mitte am breitesten, nach hinten ist er etwas weniger verschmälert als nach vorn.
Die Flügeldecken sind unregelmäßig punktiert, an der Basis gröber, gegen Ende feiner und anders als bei Oberea erythrocephala auf der Flügeldeckenscheibe höchstens bis zur Mitte regelmäßig längsreihig punktiert. Der gelbe Fleck seitlich vorn fehlt. Am Ende ist jede Flügeldecke für sich verrundet.
Die Beine sind kurz, die gestreckten Hinterschenkel erreichen nicht den Hinterrand des zweiten Hinterleibssegments. Die Beine sind rötlichgelb, ebenso die Seiten des Hinterleibs (Abb. 1) und die Unterseite des letzten Hinterleibssegments. Die Tarsen erscheinen viergliedrig (pseudotetramer), da das vierte Glied sehr klein und zwischen den Lappen des dritten Gliedes versteckt ist. Die Krallen sind an der Basis gezähnt.

## Biologie
Die Larve entwickelt sich in den Stängeln verschiedener Wolfsmilchgewächse, insbesondere Euphorbia palustris. Die Stängel werden durch den Larvenfraß zum Absterben gebracht. Für die Entwicklung benötigt der Käfer ein Jahr. Der adulte Käfer erscheint in Mitteleuropa im Mai und Juni.

## Verbreitung
Das Zentrum des Verbreitungsgebietes der thermophilen Art liegt in Zentral- und Südosteuropa. In Mitteleuropa kommt die Art meist selten vor. Die Westgrenze des Verbreitungsgebietes läuft von Italien durch die Schweiz nach Deutschland. Nach Osten erstreckt sich das Verbreitungsgebiet bis in den Kaukasus.